# 875
| Calendário gregoriano                                                        | 875 DCCCLXXV                                           |
| Ab urbe condita                                                              | 1628                                                   |
| Calendário arménio                                                           | 324 – 325                                              |
| Calendário bahá'í                                                            | -969 – -968                                            |
| Calendário budista                                                           | 1419                                                   |
| Calendário chinês                                                            | 3571 – 3572 Início a 11 de fevereiro (aproximadamente) |
| Calendário copta                                                             | 591 – 592                                              |
| Calendário etíope                                                            | 867 – 868                                              |
| Calendários hindus - Vikram Samvat - Calendário nacional indiano - Cáli Iuga | 930 – 931 796 – 797 3975 – 3976                        |
| Calendário Holoceno                                                          | 10875                                                  |
| Calendário islâmico                                                          | 261 – 262                                              |
| Calendário judaico                                                           | 4635 – 4636                                            |
| Calendário persa                                                             | 253 – 254                                              |
| Calendário rúnico                                                            | 1125                                                   |
| Calendário solar tailandês                                                   | 1418                                                   |

875 (DCCCLXXV na numeração romana) foi um ano comum do século III do Calendário Juliano, da Era de Cristo, teve início a um sábado e terminou também a um sábado, e a sua letra dominical foi B (52 semanas). No território que viria a ser o reino de Portugal, estava em vigor a Era de César que já contava 913 anos.
| Ano completo                   |
| ------------------------------ |
| Ano comum com início ao sábado |

## Eventos
- Coroação imperial de Carlos II de França como Imperador do Sacro Império Romano-Germânico.
- Fundação da cidade espanhola de Badajoz.

## Nascimentos
- D. Sueiro Belfaguer m. 925 1º Senhor da Casa de Sousa.
- Guilherme I da Aquitânia m. 918), foi marquês da Septimânia, conde de Auvérnia, de Berry, de Limoges, de Lyon, de Mâcon e duque da Aquitânia.
- Fruela II das Astúrias e Leão, futuro rei de Leão e rei das Astúrias.

## Mortes
- Luís II da Germânia, Sacro Imperador Romano, n. em  825.